# Nongshim
Nongshim (Hangul: 농심; Hanja: 農心 (Nông Tâm); Romaja quốc ngữ: Nongsim; có nghĩa là: Cái tâm của người nông dân) là một công ty thực phẩm và đồ uống của Hàn Quốc có trụ sở đặt tại Seoul. Nongshim được thành lập vào năm 1965 dưới tên gọi Lotte Food Industrial Company và được đổi thành Nongshim như ngày nay vào năm 1978.
Logo hiện tại được ra mắt vào năm 1991, lấy hình tượng trưng một hạt giống.  Năm 2003, doanh nghiệp chuyển thành một hệ thống công ty nắm giữ cổ phần và trở thành công ty con của Nongshim Holdings.
Nongshim hiện nay là công ty sản xuất mì ăn liền và đồ ăn nhẹ lớn nhất tại Hàn Quốc.
Vào cuối năm 2015, Nongshim sở hữu giá trị tài sản 2,57 nghìn tỷ Won và 2,81 nghìn tỷ Won doanh thu. Hãng điều hành 11 nhà máy sản xuất trên toàn thế giới, có các công ty con tại Hàn Quốc cùng chi nhánh hoạt động tại hơn 100 quốc gia.

## Lịch sử

### 1965-1979
Vào ngày 18 tháng 9 năm 1965, Nongshim được thành lập dưới tên Công ty Công nghiệp Thực phẩm Lotte tại Seoul, Hàn Quốc. Khi Nongshim giới thiệu mì ăn liền ramyun đầu tiên của mình - Lotte Ramyun, vào năm 1965, có 7 công ty khác cạnh tranh trên thị trường.
Là nguồn động lực thứ hai trong ngành công nghiệp mì gói, Nongshim tập trung vào nghiên cứu và phát triển. Cùng với sản phảm snack thương mại hóa đầu tiên của Hàn Quốc mang tên gọi Shrimp Cracker (Hangul: 새우깡; Romaji: Saewookang; 1971), Beef Ramyun (Hangul: 소고기라면; 1970) và Nongshim Ramyun (1975), Nongshim đạt được 35% thị phần vào giữa những năm 1970.
Ngày 6 tháng 3 năm 1978, Nongshim đổi tên từ Công ty Công nghiệp Thực phẩm Lotte thành Nongshim Co., Ltd. Tuy nhiên, bánh Shrimp Cracker được biết đến là sản phẩm nhái theo Kappa Ebisen của Calbee được đưa ra thị trường vào năm 1964.

## Shin Ramyun
Nongshim tạo ra thương hiệu mì ăn liền Shin Ramyun (신라면, từ tháng 10 năm 1986), mì ly vị bò hầm, mì Chapagetti (kết hợp hương vị giữa Spaghetti và Jajangmyeon), nhiều loại snack dạng bánh phồng tôm gọi là Saewookkang (새우깡), giống với Kappa Ebisen do Calbee sản xuất.

## Hình ảnh

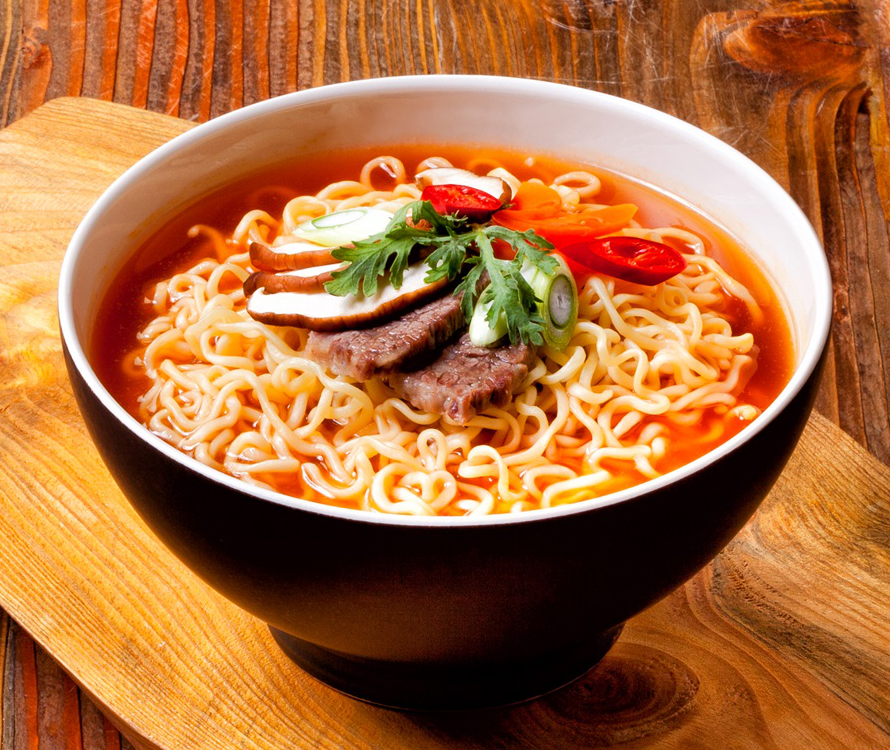
Mì ăn liền Shin Ramyun
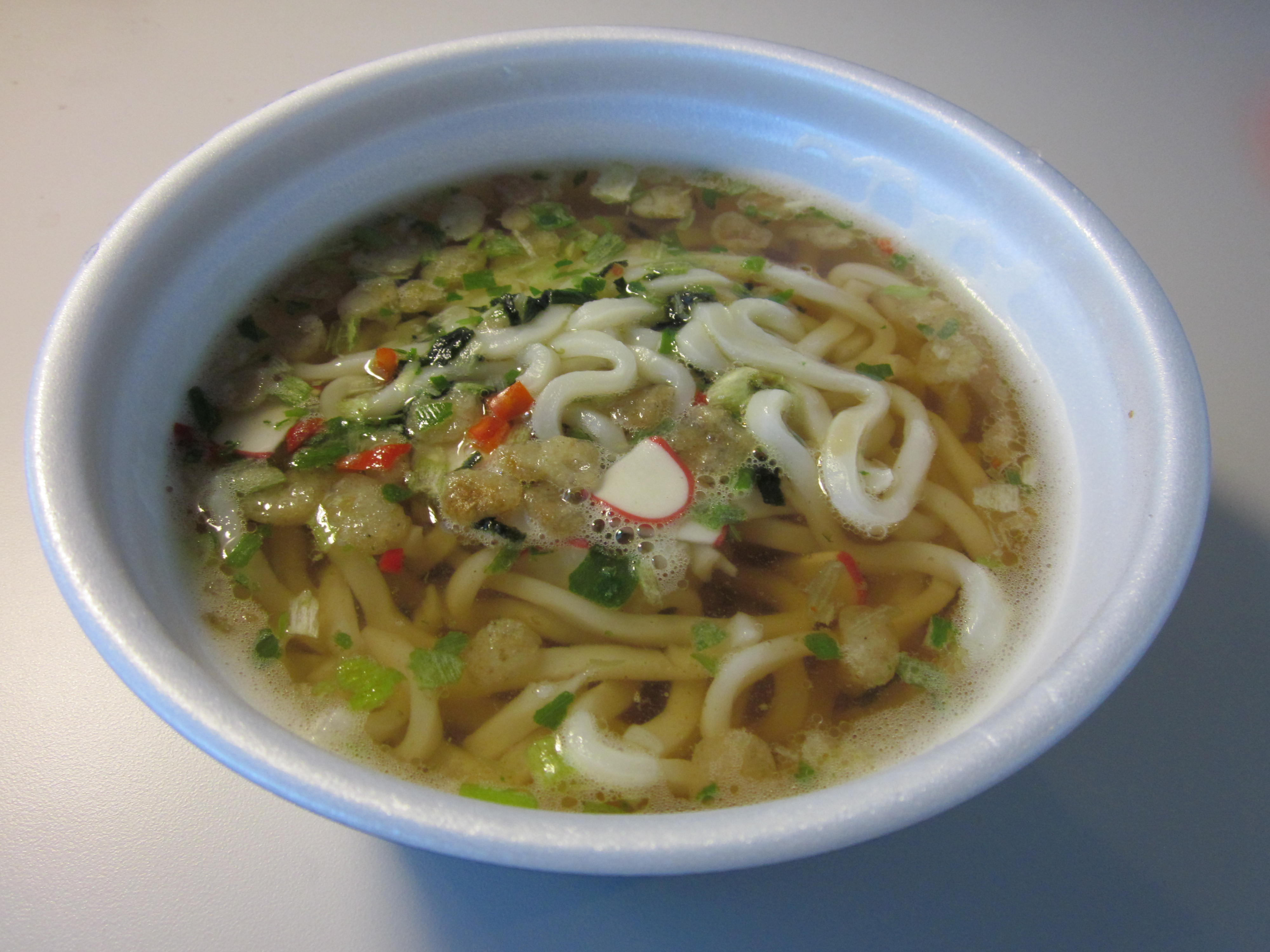
Mì Udon Nongshim
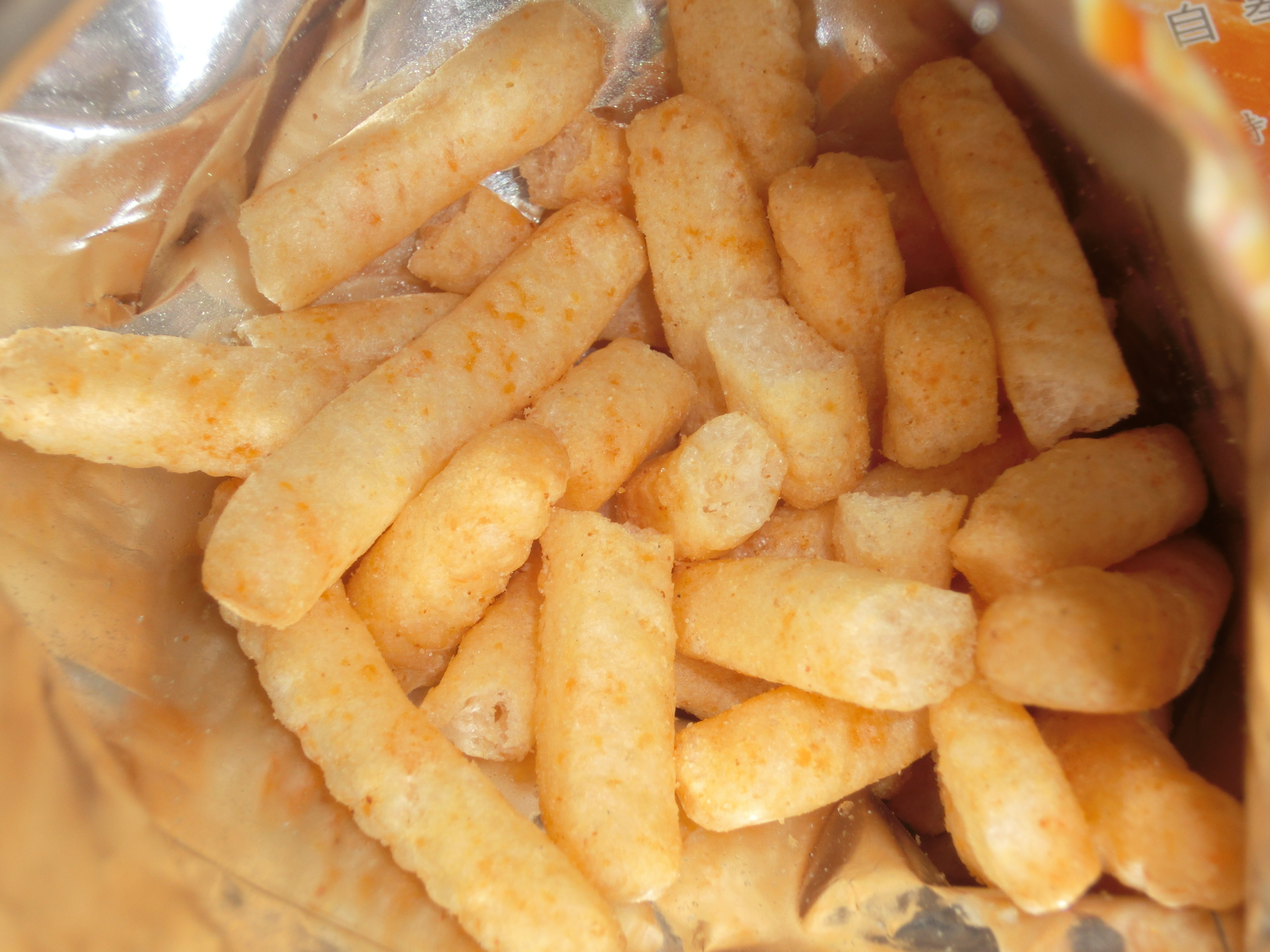
Sản phẩm bim bim vị tôm cay